# Pogonomelomys bruijni
Pogonomelomys bruijni är en däggdjursart som först beskrevs av Peters och Giacomo Doria 1876.  Pogonomelomys bruijni ingår i släktet Pogonomelomys och familjen råttdjur. Inga underarter finns listade i Catalogue of Life.
Denna gnagare förekommer på Fågelhuvudhalvön på västra Nya Guinea samt på mindre öar i närheten. Den vistas i låglandet och i kulliga områden. Arten lever i fuktiga tropiska skogar och den söker skydd i trädens håligheter.